# Wolfgang Rauter
Wolfgang Rauter (* 11. Jänner 1954 in Chorramschahr, Südiran) ist ein österreichischer Richter und Politiker. Der ehemalige Landesrat, Landtagsabgeordnete und Klubchef der FPÖ Burgenland gründete 2007 mit Manfred Kölly die Plattform Freie Bürgerliste (FBL), die bei den Gemeinderatswahlen im Burgenland 2007 antrat und insgesamt 30 Gemeinderatsmandate erzielte.

## Berufliche Laufbahn
Wolfgang Rauter wurde 1954 im Südiran als Sohn des Arztes Leonhard Rauter und dessen Frau Maria, einer gebürtigen Italienerin, geboren. Er lebte zunächst fünf Jahre in Äthiopien und übersiedelte danach mit seiner Familie nach Eisenstadt. Rauter studierte Rechtswissenschaften in Wien und schloss sein Studium 1977 mit der Promotion ab. 1981 wurde Rauter zum Richter ernannt und nahm 1982 seine Tätigkeit am Landesgericht Eisenstadt auf, die er 2017 mit seinem Ruhestand beendete.

## Politische Karriere
Seine politische Karriere begann Rauter 1987 als Quereinsteiger und FPÖ-Spitzenkandidat für die Landtagswahlen. Rauter zog noch im selben Jahr mit zwei Abgeordneten in den Landtag ein. 1988 wurde Rauter zum Parteichef der FPÖ-Burgenland gewählt. Bei den Landtagswahlen 1996 gewann die FPÖ zwei zusätzliche Mandate und einen Regierungssitz hinzu. Rauter stieg dadurch zum Landesrat auf. Im Jahr 1997 legte Rauter den Landesrat zurück und kehrte als Abgeordneter in das Landesparlament zurück. Rauter gelang es, sich als Klubchef zu etablieren und übernahm den Vorsitz im Untersuchungsausschuss zur Affäre Bank Burgenland. Nach der Niederlage der FPÖ bei der Landtagswahl 2000 erhob Parteiobmann Stefan Salzl mit Unterstützung der damaligen FPÖ-Bundesobfrau Vizekanzlerin Susanne Riess-Passer den Anspruch auf die Klubführung. Rauter legte daraufhin sein Landtagsmandat nieder und kehrte in den Richterberuf zurück. Nach dem Parteiausschluss von Manfred Kölly aus der FPÖ im Dezember 2006 auf Grund der Veröffentlichung eines geheimen FPÖ/SPÖ-Papiers übte der ehemalige Landesparteiobmann Rauter Kritik am amtierenden FPÖ-Chef Tschürtz und kündigte eine Kandidatur für den Posten des Landesparteiobmanns an. Letztlich zog Rauter bei einem am 7. März 2007 einberufenen Sonderparteitag überraschend seine Kandidatur zurück. Tschürtz wurde in der Folge mit 65 von 68 Stimmen bestätigt, allerdings hatten zahlreiche der 96 wahlberechtigten Delegierten nach der Rede Rauters den Saal verlassen.
Nach den internen Querelen gründete Rauter im Frühjahr 2007 mit dem Deutschkreutzer Bürgermeister Manfred Kölly die Plattform „Freie Bürgerliste“ (FBL), die bei den Gemeinderatswahlen im Burgenland 2007 mit rund 450 Kandidaten in rund 60 Gemeinden antrat. In der Gemeinde Großhöflein erzielte Rauter mit der FBL 18,1 % der Stimmen und vier Gemeinderatsmandate. Bei den Bürgermeisterdirektwahlen erreichte Rauter 22,2 % der Stimmen. Im Juli 2014 gab Rauter in einem Interview mit dem ORF bekannt, dass er sich aus dem Amt des Bürgermeisters von Großhöflein zurückziehen werde.